# Al Roker
Albert Lincoln Roker Jr. (New York, 1954. augusztus 20.–) amerikai időjós, újságíró, televíziós személyiség, színész és író. Jelenleg az NBC-s Today című műsorának időjárás-jelentője. Roker a 3rd Hour Today társműsorvezetője is, bár ezt hivatalosan nem jelentette be az NBC News. Az Amerikai Meteorológiai Társaság inaktív, 238. számú televíziós pecsétjével rendelkezik.
2014. november 12-én, keleti idő szerint este 22:00-kor Roker megpróbálta megdönteni a norvég időjárás-jelentő Eli Kari Gjengedal 33 órás megszakítás nélküli élő időjárás-jelentési nem hivatalos világrekordját. 2014. november 14-én, keleti idő szerint reggel 8:00-kor Roker 34 órán át tartó tudósítással beállította a Guinness-rekordot.
A Today 2018. december 14-i epizódjában Rokert az NBC-nél eltöltött 40 évéért tüntették ki. A Today Plaza hivatalosan is a "Rokerfeller Plaza" nevet kapta a tiszteletére.

## Élete
Al Roker a New York-i New York City Queens kerületében született a jamaicai származású Isabel és a bahamai származású buszsofőr, idősebb Albert Lincoln Roker fiaként. Roker eredetileg karikaturista akart lenni. Katolikusnak nevelkedett, édesanyja hitének megfelelően, és a manhattani Xavier Középiskolában érettségizett. A New York-i Állami Egyetemre járt Oswegóban, ahol 1976-ban kommunikáció szakon szerzett diplomát.
Roker rokona a néhai Roxie Roker színésznőnek, aki Helen Willis-t játszotta a The Jeffersons című sitcomban, és Lenny Kravitz rockzenész édesanyja volt. Al Roker és Kravitz nagyapjai unokatestvérek voltak, ami Roker-t és Kravitz-ot harmadlagos unokatestvérekké tette, mivel ugyanazok a déd-, dédnagyszülők.

## Magánélete

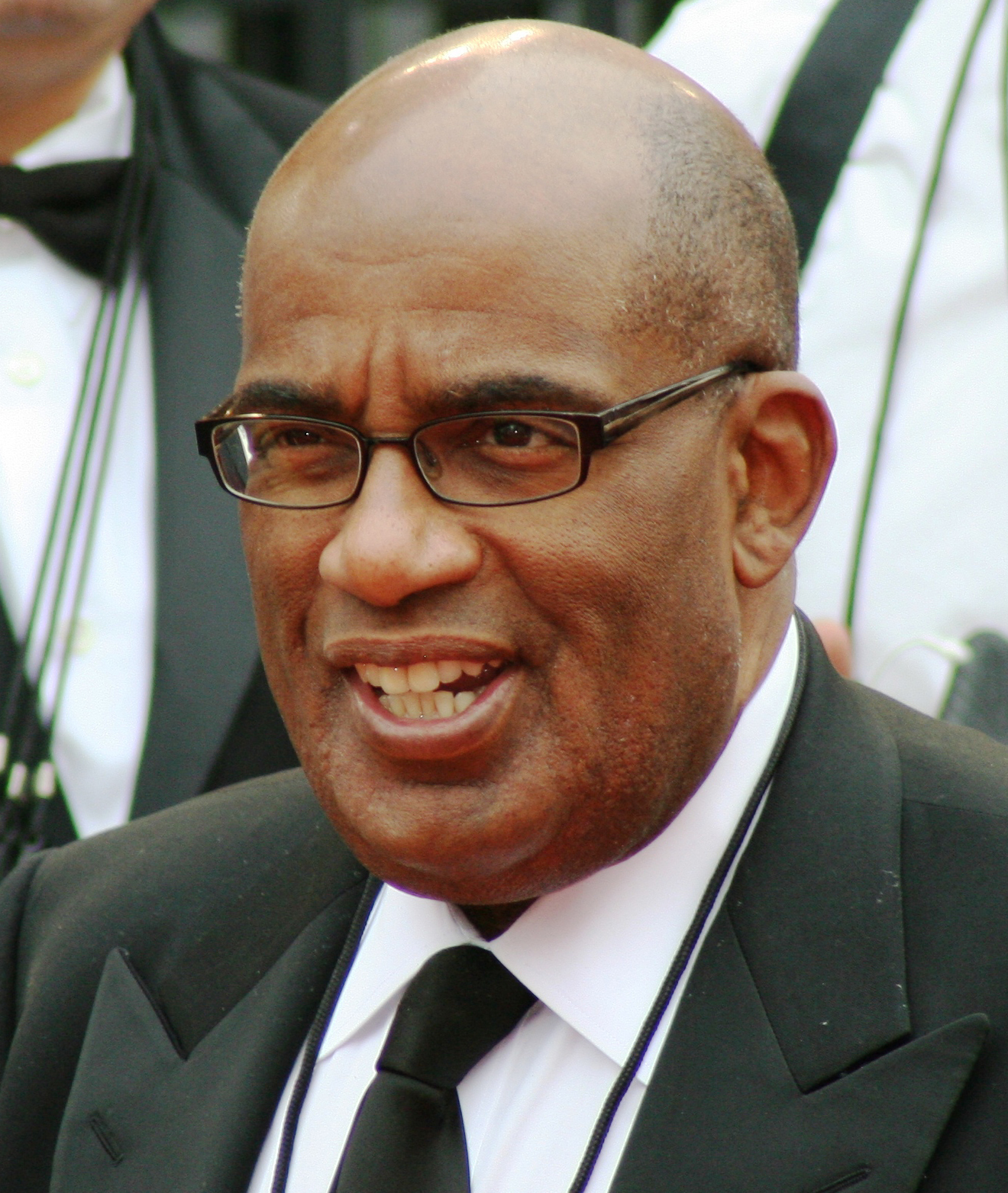
Roker a 81. Oscar-díjátadó 2009 februárjában

Egy korai házasságot és válást követően Roker 1984 decemberében feleségül vette a WNBC producerét, Alice Bellt. Később elváltak. 1995. szeptember 16-án Roker feleségül vette újságíró kolléganőjét, Deborah Robertset, aki az ABC és az NBC számára is tudósított.
Rokernek három gyermeke van.
2010. november 7-én Roker részt vett az ING New York City Maratonon.
Roker a Phi Beta Sigma testvériség tiszteletbeli tagja.
2021. május 10-én Roker visszatért korábbi lakóhelyére, Clevelandbe, hogy a COVID-19 járványt követően a város újranyitási erőfeszítéseiről tudósítson, és a Today Show élő adásában a WKYC vezető meteorológusa, Betsy Kling bejelentette, hogy az állomás a WKYC épületének tetején lévő radartornyot az ő tiszteletére "Roker-toronynak" nevezte el, és egy emléktáblát adott át Roker-nek az alkalom emlékére.